# Anastoechus asiaticus
Anastoechus asiaticus är en tvåvingeart som beskrevs av Becker 1916. Anastoechus asiaticus ingår i släktet Anastoechus och familjen svävflugor. Inga underarter finns listade i Catalogue of Life.